# 빙떡

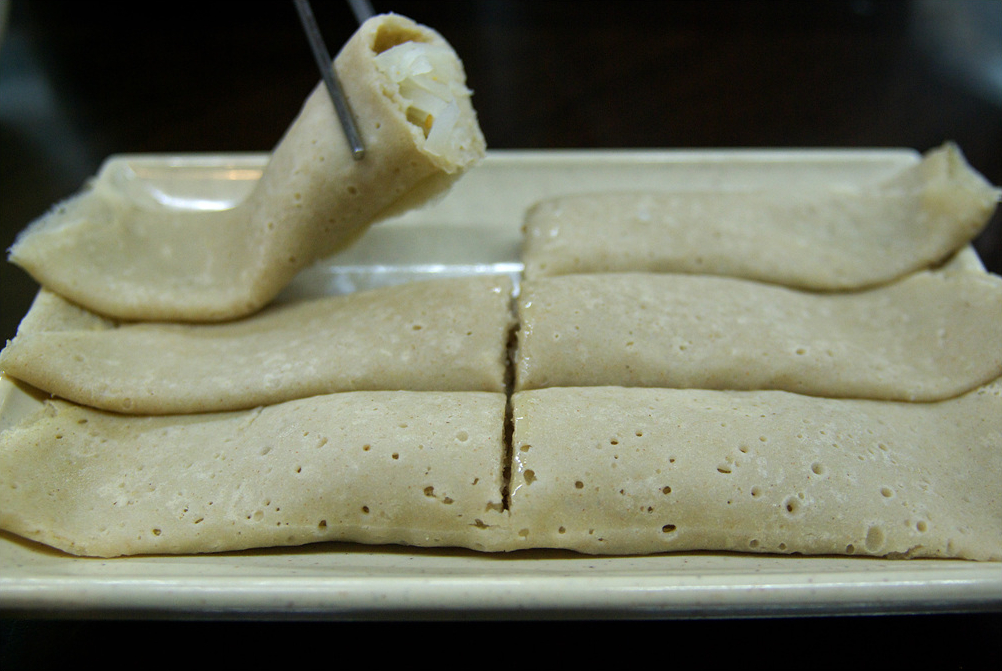
빙떡

빙떡은 대한민국 제주 지방의 전통 음식으로, 메밀가루를 반죽하여 돼지비계로 지진 전에 무채를 넣고 말아 만든 떡이다. 제주 내에서도 지역에 따라 역마다 '멍석떡', '홀아방떡' 또는 '홀애비떡', '전기떡' (쟁기떡) 혹은 '전기'로 다르게 불린다. 빙떡은 만드는 방법이 복잡하지 않아 단시간에 비용을 적게 들여 많은 양을 만들어 낼 수 있는 떡이다. 현대에 들어서는 크기가 한 입 또는 두 입으로 줄었고, 속에 무채 외에 육류나 당근을 사용하기도 한다.

## 참고 자료
- 빙떡[깨진 링크(과거 내용 찾기)] - 디지털제주시문화대전